# 韦伊杰列夫卡
韦伊杰列夫卡（羅馬化：Veydelevka），是俄罗斯别尔哥罗德州的市级镇、韦伊杰列夫卡区行政中心，位于顿河流域内奥斯科尔河支流乌拉耶瓦河（Ураева）畔，在州首府别尔哥罗德东南方。
2021年有人口6,207人；2010年人口7,008；2002年人口7,188；1989年人口7,055。